# Objaw z odbicia
Objaw z odbicia (ang. rebound phenomenon), objaw Stewarda-Holmesa – objaw neurologiczny polegający na braku zdolności do natychmiastowego zatrzymania ruchu spowodowanego nagłym zwolnieniem siły przytrzymującej kończynę (tak, jak przy siłowaniu się na ręce, kiedy jedna osoba nagle rozluźniłaby mięśnie, prawidłowo druga osoba natychmiast zmniejszy siłę, by nie uderzyć ręką przeciwnika o stół). Odpowiada za to zależny od móżdżku mechanizm szybkiej zmiany inerwacji mięśni agonistycznych i antagonistycznych.
Objaw z odbicia jest charakterystycznym objawem zespołu móżdżkowego.